# Wiskundig model
Een wiskundig model is een wiskundige beschrijving van een systeem, meestal met als doel systematische analyse mogelijk te maken en om voorspellingen over het systeem te kunnen doen. De beschrijving concentreert zich daarbij op een bepaald aspect, bijvoorbeeld de structuur, het gedrag of bepaalde soorten eigenschappen; niet-relevante details worden weggelaten. De aard van een wiskundig model hangt helemaal af van het soort systeem en de te beschrijven aspecten.
De meeste modellen zijn toepassingen van een algemene wiskundige beschrijvingstechniek op een concreet systeem. De wiskunde is op te vatten als de systematische studie van dergelijke technieken. Nieuwe technieken worden nog dagelijks ontwikkeld, maar andere, zoals de meetkunde, zijn minstens even oud als het schrift.
Wiskundige modellen worden specifiek gebruikt in wetenschappen als biologie, elektrotechniek en natuurkunde, maar ook in andere gebieden als economie, sociologie en politicologie. 